# Engro Corporation
Engro Corporation Limited (ранее Engro Chemicals Pakistan Limited) — пакистанский конгломерат со штаб-квартирой в Карачи. Основан в 1965 году компанией Esso под названием Esso Fertilizer. Дочерние компании Engro, в том числе Engro Energy, Engro Enfrashare, Engro Elengy Terminal, Engro Eximp FZE, Engro Eximp Agriproducts, Engro Fertilizers, Engro Polymer & Chemicals и Engro Vopak Terminal, работают в области энергетики, нефтехимии, удобрений, портовых терминалов и телекоммуникационных вышек.  

## История
Корпорация Engro была основана в 1965 году материнской компанией Esso Pakistan Fertilizer Company для производства удобрений в Пакистане на основе запасов газа, обнаруженных в 1957 году недалеко от Дахарки, район Гхотки, Синд. Впоследствии компания была зарегистрирована на фондовой бирже Карачи с 75 процентами акций Esso и 25 процентами акций широкой публики. Был построен завод по производству карбамида мощностью 173000 тонн стоимостью 43 миллиона долларов США. Завод был введён в эксплуатацию в Дахарки в 1966 году, а производство карбамида началось в 1968 году.
В 1978 году материнская компания Esso была переименована в Exxon, а компания Esso Pakistan была переименована в Exxon Chemical Pakistan.
В 1988 году производственная мощность компании Exxon была увеличена до 268000 тонн за счёт устранения узких мест.
В 1991 году компания Exxon ушла из Пакистана, и её пакет акций в размере 75 процентов был приобретён сотрудниками Exxon Chemical Pakistan в результате выкупа менеджментом. Через 2 года, в 1993 году, компания Engro перенесла подержанный модульный завод по производству аммиака и карбамида в Пакистан, что привело к увеличению годовой производственной мощности на 600000 тонн.
В 1998 году был реализован проект Engro по консервации и расширению производства карбамида (ECES-850), который увеличил производственную мощность карбамида до 850000 тонн в год.
В 2010 году компания Engro Chemical Pakistan была переименована в Engro Corporation.
В 2015 году Национальное бюро подотчётности (NAB) возбудило дело против Engro и нескольких других сторон, утверждая, что контракт на импорт и распределение сжиженного природного газа (СПГ), заключённый с Elengy Terminal в 2013 году, нарушает правила Управления по регулированию государственных закупок (PPRA). Организация NAB также обвинила министра нефти и природных ресурсов Шахида Хакана Аббаси в злоупотреблении своими полномочиями, что, по их мнению, может привести к потенциальным потерям национальной казны в размере 2 миллиардов долларов. В 2016 году дело было закрыто, а через два года, в 2018 году, оно было возобновлено. Конгломерат Engro был оправдан по делу в 2024 году, и было заявлено, что «никаких нарушений, незаконных выгод или убытков для национальной казны причинено не было».
Корпорация Engro стала первой пакистанской компанией, подписавшей Глобальный договор ООН и принявшей Глобальную инициативу отчётности (GRI) для измерения и отчётности по экономическим, социальным и экологическим параметрам корпоративной деятельности.
В январе 2025 года компания Engro Corporation была объединена с Dawood Hercules, которая была переименована в Engro Holdings Limited. Впоследствии компания Engro Corporation стала дочерней компанией Engro Holdings и в результате была исключена из листинга Пакистанской фондовой биржи.